# Scusi lei è normale?
Scusi lei è normale? è un film italiano del 1979 diretto da Umberto Lenzi.

## Trama

Un'altra scena del film

Un pretore moralista dichiara guerra alla pornografia. Suo nipote Franco, omosessuale che fa coppia con un travestito che si fa chiamare Nicole, cerca di nascondergli la verità e salvarsi dall'accusa di omicidio di una prostituta.
A una gara di ballo Franco conosce Anna, attrice di fotoromanzi erotici, che fa ingelosire Nicole mettendo in crisi il loro rapporto; nel frattempo il pretore s'invaghisce di Nicole, che non ha il coraggio di rivelare la sua condizione.

## Produzione

### Luoghi delle riprese
Il film fu girato a Roma e Spoleto.

## Distribuzione
Originariamente vietato ai minori di 18 anni, la revisione ministeriale del settembre 2005 ha abbassato il divieto ai minori di 14 anni.

## Critica
(Achille Valdata)